# Ilford Photo
Ilford Photo var en brittisk tillverkare av fotografisk film, fotopapper och kemikalier, grundad 1879 av Alfred Hugh Harman  som Britannia Works.
Ilford gick i konkurs 2004. En så kallad "management buyout" (MBO) av Ilfords verksamhet i Storbritannien genomfördes vilken resulterade i bildandet av Harman technology Limited i februari 2005. Företaget, som nu verkar under namnet Ilford Photo, tillverkar produkter för svartvit fotografi. Den schweiziska delen av Ilford köptes av Oji Paper Company of Japan i juli 2005 och tillverkar produkter för bläckstråleskrivare under namnet Ilford Imaging Switzerland GmbH.